# Gradient franciscain

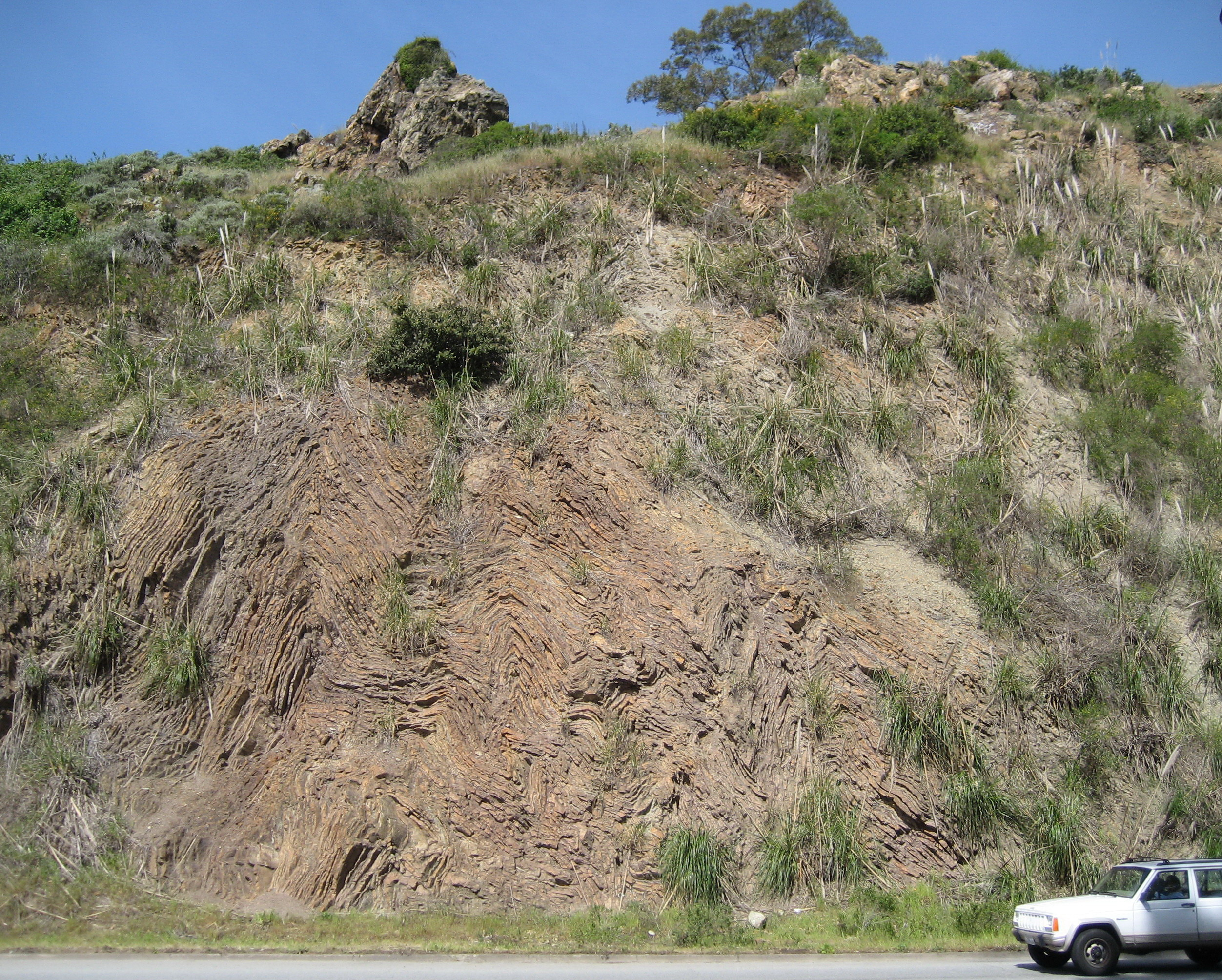

Un gradient franciscain, ou métamorphisme haute pression-basse température de gradient prograde (parfois aussi appelé métamorphisme franciscain), est un terme géologique désignant un assemblage hétérogène de roches typique de la péninsule de San Francisco ou de ses environs. Le terme de Franciscan Assemblage est dû au géologue Andrew Lawson, qui nomma également la faille de San Andreas qui retient ce gradient.